# Diaemus youngi
Genre
Espèce
Statut de conservation UICN

 LC  : Préoccupation mineure
Le Vampire à ailes blanches (Diaemus youngi) est une espèce de chauve-souris hématophage non migratrice de la famille des Phyllostomidae. Elle se retrouve en Amérique Centrale et en Amérique du Sud, vivant principalement dans des forêts décidues sèches tropicales et subtropicales et des forêts tropicales humides. C'est une espèce assez rare mais elle est en état de préoccupation mineure.

## Quelques caractéristiques de l'espèce
- Durée de vie : 20 ans
- Longueur : ~84mm
- Poids : 31-48g

### Comportement
Aucune chauve-souris vampire à ailes blanches n’a été observée en train de se déplacer sur le sol à l’état sauvage. Cependant, elles sont morphologiquement similaires aux chauves-souris vampires communes (Desmodus rotundus), ce qui suggère qu'elles pourraient être capables de marcher sur le sol. Pour se nourrir, ces chauves-souris sélectionnent leurs proies, puis se déplacent prudemment sur une branche jusqu'à ce qu'elles soient suffisamment proches pour extraire le sang des pattes de la proie. Une incision est pratiquée après des léchages préliminaires sur l'un des doigts, et le sang est extrait en léchant davantage la plaie. Les anticoagulants contenus dans la salive des chauves-souris assurent la libre circulation du sang. Si la proie est effrayée ou bouge, la chauve-souris se cachera sous la branche jusqu'à ce qu'elle puisse retourner au site d'alimentation. Le temps de repas dure environ 15 minutes, puis la chauve-souris s'envole.
Le vampire à ailes blanches se nourrit majoritairement d'espèces d'oiseaux.

### Description physique
La longueur de la tête et du corps des chauves-souris vampires à ailes blanches est d'environ 85 mm, il n'y a pas de queue externe. La longueur de l'avant-bras est d'environ 50 à 56 mm. Le pelage est généralement de couleur argile brillante, brun clair ou brun cannelle foncé. Les bords des ailes sont blancs et la membrane entre le deuxième et le troisième doigt est en grande partie blanche. Ils ont un pouce court et particulier avec un seul coussinet sous le métacarpien. Les incisives inférieures légèrement recourbées avec leur système unique de cuspides distinguent ce genre de Desmodus. Diaemus youngi est la seule chauve-souris connue à posséder 22 dents permanentes. Les deux autres espèces de chauves-souris vampires (Desmodus rotundus et Diphylla ecaudata) n'ont pas de deuxième molaire supérieure et n'en ont que 20. (Nowak, 1997)

### GenreDiaemus
- (en) Mammal Species of the World (3e  éd., 2005) : Diaemus  Miller, 1906
- (en) Catalogue of Life : Diaemus Miller, 1906 (consulté le 11 décembre 2020)
- (fr + en) ITIS : Diaemus  Miller, 1906
- (en) Animal Diversity Web : Diaemus
- (en) NCBI : Diaemus (taxons inclus)
- (en) UICN : taxon  Diaemus  (consulté le 7 janvier 2023)

### EspèceDiaemus youngi
- (en) Mammal Species of the World (3e  éd., 2005) : Diaemus youngi  Jentink, 1893
- (en) Catalogue of Life : Diaemus youngi (Jentink, 1893) (consulté le 15 décembre 2020)
- (fr + en) ITIS : Diaemus youngi  (Jentink, 1893)
- (en) Animal Diversity Web : Diaemus youngi
- (en) NCBI : Diaemus youngi (taxons inclus)
- (en) UICN : espèce Diaemus youngi (Jentink, 1893) (consulté le 19 mai 2015)
- (en)  McLain, A., Animal Diversity Web : Diaemus youngi, 2004